# Cadillac (Saskatchewan)
Cadillac es un pueblo canadiense situado en la provincia de Saskatchewan.

## Superficie
Cadillac tiene una superficie de 1,16 km².

## Demografía
En 2021, tenía 116 habitantes, una densidad poblacional de 99,6 hab./km², y 63 viviendas.